# Tiberianus (Dichter)

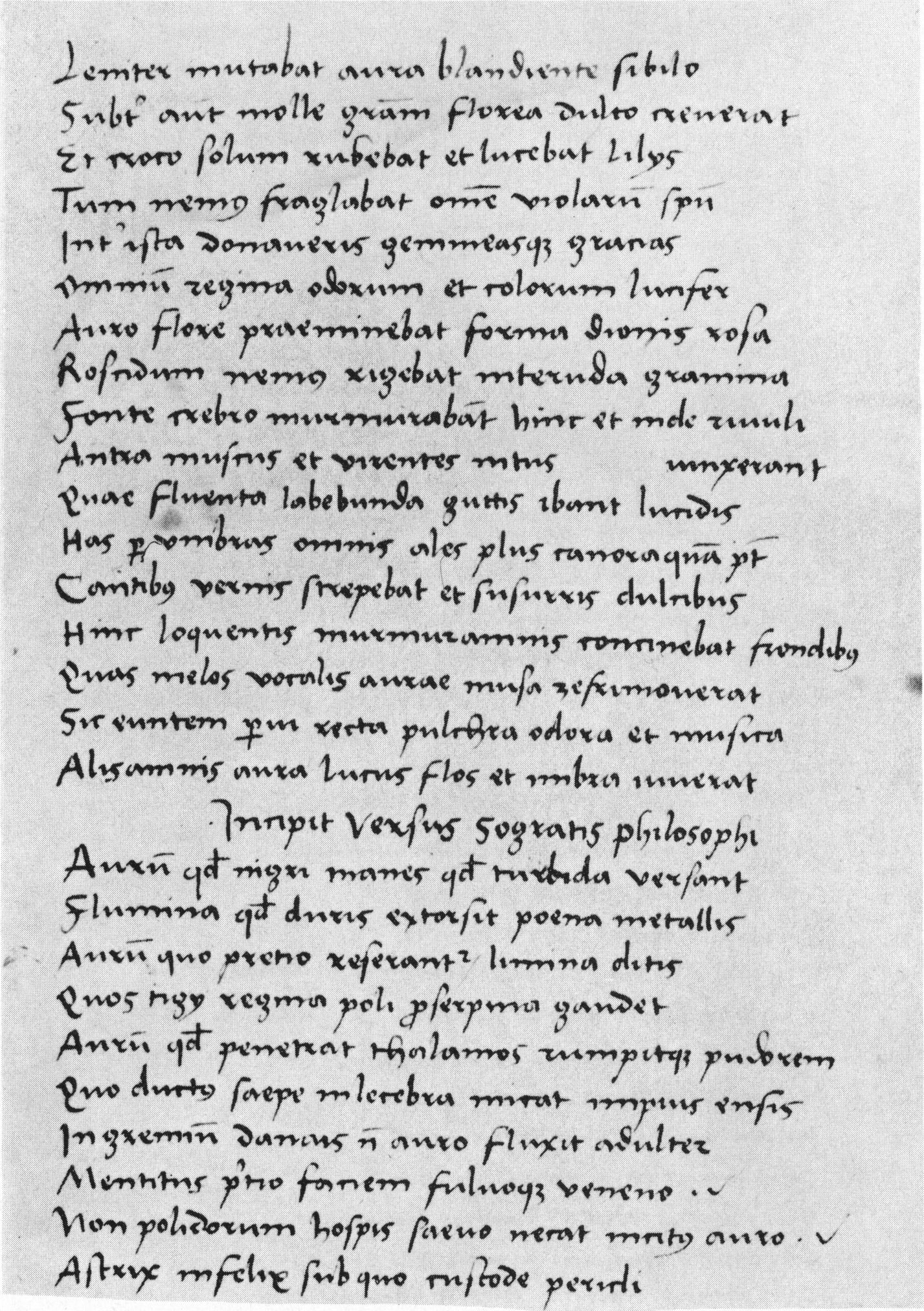
Gedichte des Tiberianus in der Handschrift London, British Library, Harley 3685, fol. 26r (15. Jahrhundert)

Tiberianus war ein spätantiker römischer Dichter. Er lebte im 4. Jahrhundert und war ein paganer Anhänger der neuplatonischen Philosophie.

## Identitätsfrage
Über das Leben des Dichters ist nichts überliefert. Sein Name ist nur aus Handschriften seiner Gedichte und aus späterer Literatur, wo er zitiert wird, bekannt. Unklar ist, ob der Dichter Tiberianus mit einer anderen Person dieses Namens identifiziert werden kann. Hierfür sind in der Forschung drei Beamte in Betracht gezogen worden: Gaius Annius Tiberianus, der inschriftlich sowie im Codex Theodosianus und im Codex Iustinianus bezeugt ist, Gaius Iunius Tiberianus, der im Jahr 291 Konsul war, und Iunius Tiberianus, der von 303 bis 304 als Stadtpräfekt amtierte.
Gaius Annius Tiberianus wird von dem Kirchenvater und Chronisten Hieronymus als sprachlich gewandter Mann (vir disertus) beschrieben, was zum Dichter passt; das Adjektiv disertus war – auch in der Superlativform disertissimus – zur rühmenden Charakterisierung von Dichtern geläufig. Daher findet die Vermutung, dass dieser Beamte der Dichter war, in der Forschung Anklang. Annius Tiberianus ist 325–327 als comes Africae, 332 als comes Hispaniarum bezeugt; einige Jahre später war er praefectus praetorio per Gallias.
Alan Cameron zieht eine andere Hypothese vor; er meint, dass es sich bei dem Dichter eher um Gaius Iunius Tiberianus oder um Iunius Tiberianus handelt. Gaius Iunius Tiberianus erlangte 291 zum zweiten Mal das Konsulat; er war „ordentlicher Konsul“ (consul ordinarius) und von 291 bis 292 Stadtpräfekt. Iunius Tiberianus – vermutlich ein Sohn des Gaius Iunius Tiberianus – war, bevor er im Jahr 303 das Amt des Stadtpräfekten antrat, Prokonsul der Provinz Asia gewesen.
Sicher ist, dass der Dichter kein Christ war, sondern sich zur alten römischen Religion und zur neuplatonischen Philosophie bekannte. Ein Anhaltspunkt für die Bestimmung seiner Lebenszeit ergibt sich aus seinem Neuplatonismus, der eine Datierung seiner Dichtung vor der zweiten Hälfte des 3. Jahrhunderts ausschließt. Da Servius in seinem Aeneis-Kommentar, den er spätestens im frühen 5. Jahrhundert verfasste, Verse des Tiberianus anführt, ist davon auszugehen, dass die Schaffenszeit des Dichters spätestens in die zweite Hälfte des 4. Jahrhunderts fällt. Danuta Shanzer vermutet, dass Tiberianus an einer Stelle auf die christologischen Streitigkeiten zwischen Arianern und Anhängern des Konzils von Nicäa anspielt, was eine Datierung nach 325, dem Jahr der Formulierung des nicänischen Glaubensbekenntnisses, plausibel erscheinen lässt.

## Werk
Von Tiberianus sind vier Gedichte (carmina) sowie einige in späterer Literatur zitierte Gedichtfragmente erhalten.
- Carmen 1 (Amnis ibat …) besteht aus zwanzig trochäischen Tetrametern. Es beschreibt einen Locus amoenus (lieblichen Ort, Lustort), dessen Ausmalung zu den bekanntesten Landschaftsschilderungen der spätantiken Dichtung gehört. Der Autor arbeitet mit den gängigen Landschaftsreizen (schattiger Hain mit fließendem Gewässer, Wiese, Schönheit der Pflanzenwelt, Blumenduft, sanfter Windhauch, Vogelstimmen).
- Carmen 2 (Aurum, quod nigri manes …) umfasst 28 Hexameter. Es ist ein Schmähgedicht gegen das Gold, das Tiberianus verflucht und dessen verhängnisvolle demoralisierende Rolle er schildert, womit er ein altes populärphilosophisches Motiv aufgreift.
- Carmen 3 (Ales, dum madidis …) ist ein Epigramm in zwölf phaläkischen Versen, welches vom Schicksal eines Vogels handelt, der von Nässe beschwert abstürzt und dabei ums Leben kommt. Sein Tod soll als Warnung vor Leichtsinn dienen.[3]
- Carmen 4 (Omnipotens, annosa poli …) ist ein Hymnus in 32 Hexametern, der an die höchste Gottheit gerichtet ist. Der Dichter erbittet Erkenntnis über die Schöpfung und die im Kosmos wirkenden Gesetze, Ursachen und Kräfte. Seine Fragen an die Gottheit betreffen zentrale Themen von Platons Dialog Timaios. In sprachlicher Hinsicht ist Einfluss des Lukrez spürbar.

Umstritten ist die Hypothese, dass Tiberianus der Autor des anonym überlieferten Pervigilium Veneris ist. Sie wurde erstmals 1872 von Emil Baehrens vorgetragen und 1984 von Alan Cameron erneut zur Diskussion gestellt und eingehend begründet. Die Argumentation der Befürworter fußt ebenso wie die der Gegner insbesondere auf dem stilistischen und inhaltlichen Vergleich mit der sicher von Tiberianus stammenden Dichtung. Die Hypothese hat bei einigen Altertumswissenschaftlern positive Resonanz gefunden, wird aber in der Forschung überwiegend abgelehnt oder zumindest mit Zurückhaltung betrachtet. Ein wichtiges Gegenargument lautet, dass die literarische Qualität des Pervigilium Veneris deutlich höher ist als diejenige von Tiberianus’ Dichtung; dies räumt auch Cameron ein. Daher pflegt man das berühmte Venus-Gedicht ohne Verfasserangabe herauszugeben und zu zitieren.
Fulgentius erwähnt ein von Tiberianus verfasstes „Buch über Sokrates“ und ein Werk über Prometheus. Dabei kann es sich um Prosimetra (aus Prosa und Gedichten zusammengesetzte literarische Texte) gehandelt haben; vielleicht waren die erhaltenen Gedichte Bestandteile solcher Werke.

## Rezeption
Die handschriftliche Überlieferung ist spärlich; die ersten drei Gedichte liegen in einer Handschrift aus dem 15. Jahrhundert vor, das zweite außerdem fragmentarisch in einem frühmittelalterlichen Codex. Das vierte Gedicht ist separat überliefert, sieben mittelalterliche Handschriften sind erhalten.
In der Spätantike zitierten Servius und Fulgentius Verse des Tiberianus; ihre Äußerungen erwecken den Eindruck, dass er damals als literarische Autorität galt. Auch Dracontius wurde von ihm beeinflusst. Der Dichter Claudius Marius Victor (Victorius) baute einen Halbvers aus dem Hymnus des Tiberianus in sein Bibelepos Alethia ein. Ein Gedicht in der Consolatio Philosophiae des Boëthius lässt erkennen, dass auch dieser Autor den Hymnus kannte.
Im Frühmittelalter kannte der Verfasser des Columban zugeschriebenen Gedichts An Fidolius das Goldgedicht des Tiberianus; er verwertete es für eine poetische Tirade gegen das Gold, das heißt gegen den Reichtum, wie sachliche und wörtliche Übereinstimmungen zwischen seinen Versen und denen des spätantiken Dichters zeigen.
Im Mittelalter (und vielleicht schon in der Spätantike) wurde, wie aus Vermerken in Abschriften des vierten Gedichts hervorgeht, Platon als dessen Verfasser ausgegeben und behauptet, Tiberianus habe Platons Verse aus dem Griechischen ins Lateinische übersetzt.

## Editionen und Übersetzungen
- Ernst Robert Curtius: Europäische Literatur und lateinisches Mittelalter. 10. Auflage. Francke, Bern 1948, S. 203 (lateinischer Text und deutsche Übersetzung von Carmen 1)
- John Wight Duff, Arnold M. Duff (Hrsg.): Minor Latin Poets. Band 2 (= Loeb Classical Library. Band 434). Heinemann, London 1934, S. 558–569 (lateinischer Text und englische Übersetzung)
- Silvia Mattiacci (Hrsg.): I carmi e i frammenti di Tiberiano. Olschki, Firenze 1990, ISBN 88-222-3706-4 (kritische Ausgabe mit italienischer Übersetzung, Einleitung und Kommentar)
- Ugo Zuccarelli (Hrsg.): Tiberiano. Napoli 1987 (kritische Ausgabe mit italienischer Übersetzung, Einleitung und Kommentar)